# Idiosoma kwongan
Idiosoma kwongan es una especie de araña migalomorfa del género Idiosoma, familia Idiopidae. Fue descrita científicamente por Rix & Harvey en 2018.
Esta especie habita en Australia Occidental. El holotipo masculino mide 18,1 mm.